# Luftangriffe auf Oschersleben (Bode)

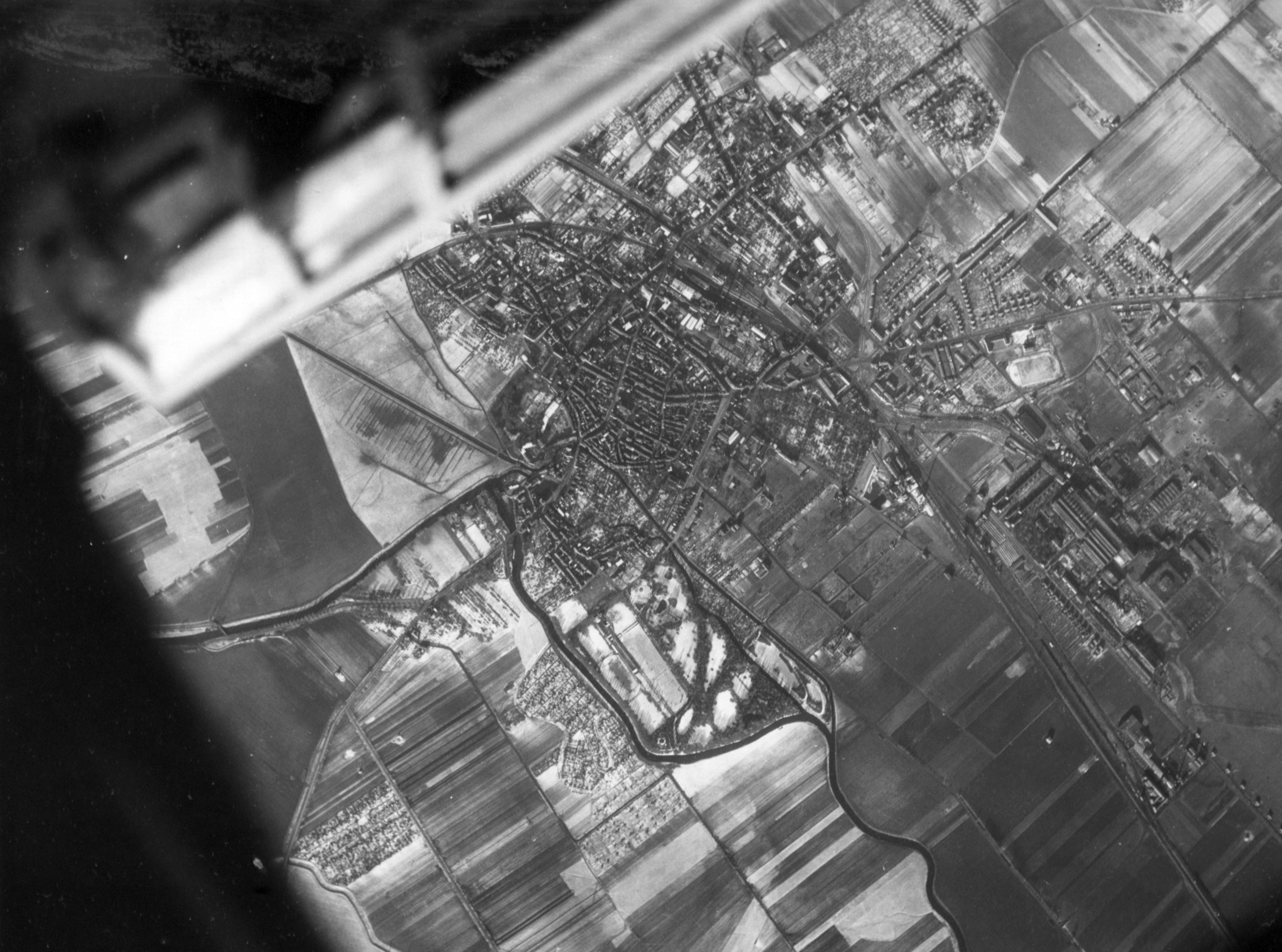
Oschersleben (Bode) Luftbild (11. Januar 1944)

Die Stadt Oschersleben (Bode) in der Magdeburger Börde war im Zweiten Weltkrieg sechs Mal das Ziel von Bombenangriffen der 8th Air Force der USSAF. Ab Juli 1943 wurden insgesamt 2.156 Sprengbomben und eine sehr große Anzahl Brandbomben auf Oschersleben abgeworfen. Die AGO Flugzeugwerke, aber auch die Stadt selbst erlitten schwere Zerstörungen. 2.156 Einwohner wurden obdachlos, 148 Tote wurden registriert und 373 Menschen verletzt.
Oschersleben an der Bode war auch zur Zeit des Zweiten Weltkriegs eine landwirtschaftlich geprägte Kreisstadt (20.000 Einwohner) in der Magdeburger Börde. Ab 1934 waren, benachbart zur „Stadt der Flieger“, die AGO Flugzeugwerke GmbH entstanden, die besonders das einsitzige Jagdflugzeug Focke-Wulf Fw 190 in großer Stückzahl in Serie herstellten.

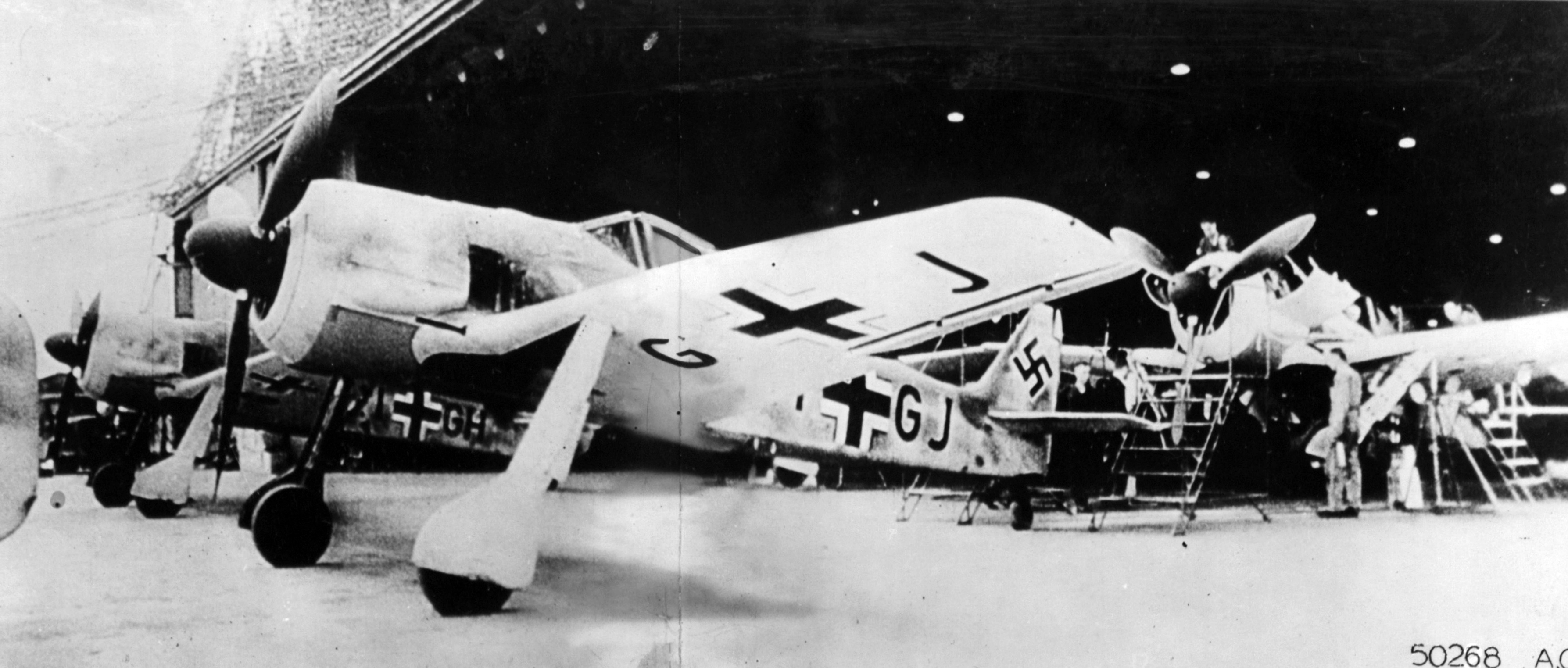
Jagdflugzeug Focke-Wulf Fw 190, gebaut bei AGO

## Luftschutz und Luftabwehr
Bis 1943 waren im AGO-Werk zusätzliche Luftschutzräume und Splitterschutzgräben gebaut worden. In der Stadt wurden die Keller der beiden ortsansässigen Brauereien (Germania-Brauerei und Kühlesche Brauerei) zu Luftschutzbunkern umfunktioniert. Ein neuer Bunker entstand in der Innenstadt, und im Bahnhofsbereich wurden Kegelbunker gebaut. Zur Abwehr möglicher Luftangriffe auf Werk und Stadt stand bis zum ersten durchgeführten Bombardement im Juli 1943 nur die „Industrie-Schutz-Staffel“ (ISSt) der AGO mit vier Jagdflugzeugen zur Verfügung. Nach dem ersten Angriff im Sommer 1943 wurde die 1. und 2. Schwere Flak-Abteilung 537 bei Oschersleben stationiert.

## Die einzelnen Luftangriffe
Am 6. September 1940 fielen in der Nacht um 1:10 Uhr acht Brandbomben der RAF in die Halberstädter und die Schützen-Straße von Oschersleben. Am 16. Oktober 1940, nachts 0:40 Uhr, warf ein RAF-Bomber sechs schwere Spreng- und Brandbomben östlich von Oschersleben in die Feldmark.
Die 8th Air Force der USAAF griff von Juli 1943 und bis Juni 1944 insgesamt sechsmal das Flugzeugwerk, aber auch die Stadt an. Die Angriffe erfolgten immer am Tage, ab 1944 unter Geleitschutz von Langstrecken-Jagdflugzeugen.
- 28. Juli 1943: US-Angriff auf die AGO-Werke im Rahmen der Blitz Week, die gegen die deutsche Luftrüstung gerichtet war. 43 Bomber vom Typ Boeing B-17 „Flying Fortress“ starteten in England mit dem Ziel Oschersleben. Die Begleitjäger konnten wegen ihrer damals noch beschränkten Reichweite die Bomber nicht bis Mitteldeutschland schützen. Schon beim Einflug in das Reichsgebiet gab es schwere Luftkämpfe mit deutschen Jagdgeschwadern, die den Pulk auflösten und denen insgesamt 15 Bomber zum Opfer fielen. 28 Boeing B-17 nahmen endgültig Kurs auf Oschersleben.[3] Von 11:05 bis 11:56 Uhr warfen sie bei guter Sicht 67,9 Tonnen Bombenlast auf die Fertigungsanlagen der AGO und die Stadt: 159 Sprengbomben und über 3.000 Brandbomben. Das Werk erhielt 60 schwere Treffer, es wüteten 25 Brände. Die Belegschaft floh zum Teil in die Umgebung. Drei Werkhallen, 10 Gebäude (darunter Verwaltung, Archiv die Hollerith-Abteilung), ein Luftschutzraum und ein Splitterschutzgraben wurden schwer getroffen, und 40 fabrikneue Focke-Wulf-Jagdflugzeuge am Boden zerstört. Das Werk war aber nicht vernichtet und stand somit weiter auf der Zielliste der USAAF. Die Produktion soll wenig beeinträchtigt worden sein.[4] Auch in der Innenstadt von Oschersleben gab es schwere Schäden: 14 Häuser wurden zerstört und 22 stark beschädigt. Es gab 46 Tote (davon 27 Ausländer), von denen drei nicht identifiziert werden konnten, und 235 Verletzte. Die AGO lagerte zerstörte Bereiche aus, so die Mechanische Werkstatt vorübergehend in die Schokoladenfabrik. Einige Bomber hatten Oschersleben nicht gefunden und warfen 100 Bomben auf den kleinen Ort Dalldorf, den sie zu 70 % zerstörten und in dem ein Kind und fünf Erwachsene ums Leben kamen.

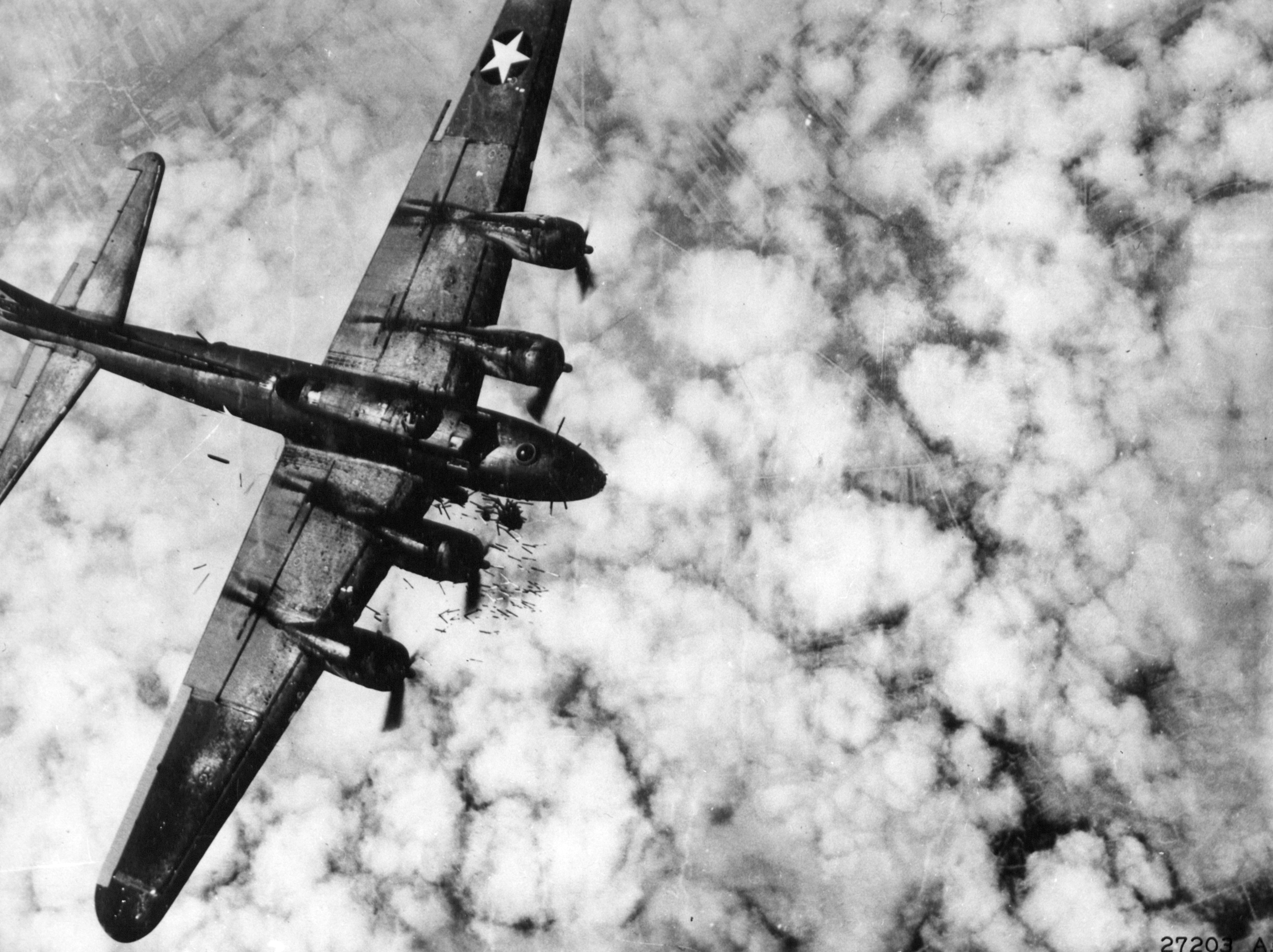
Amerikanische Boeing B-17 „Flying Fortress“ über Oschersleben

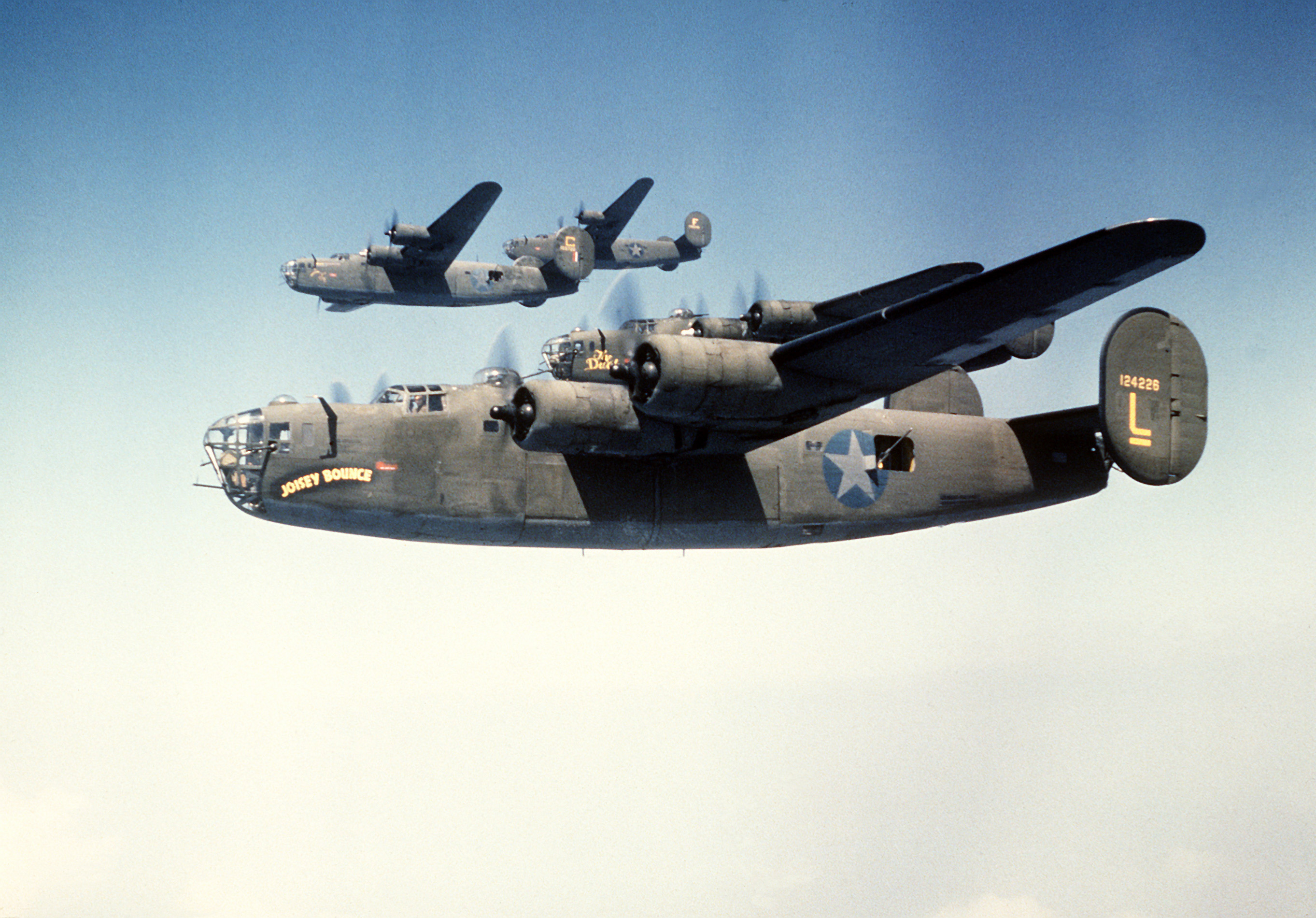
Amerikanische Consolidated B-24 „Liberator“ in Formation

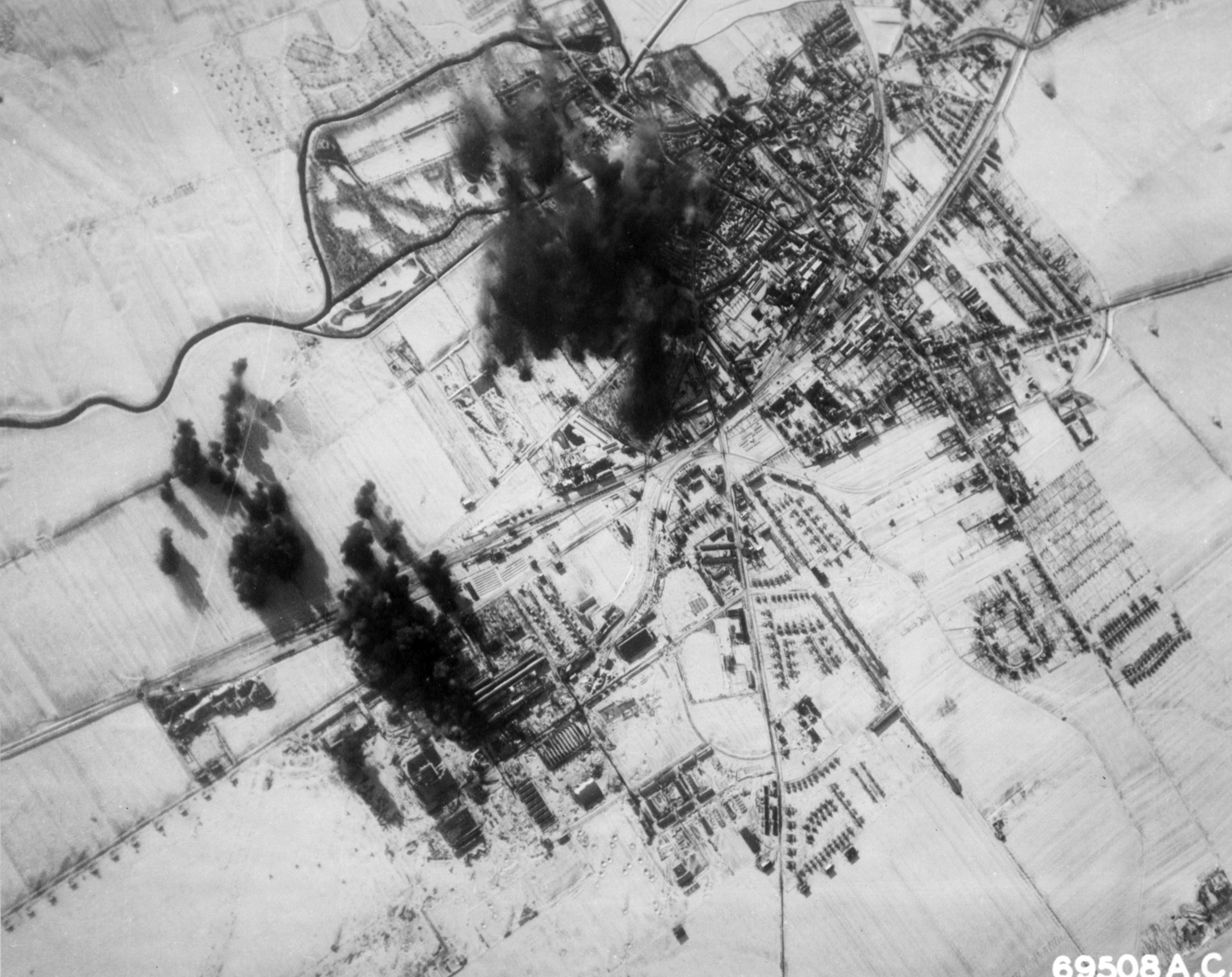
Bombenangriff vom 20. Februar 1944

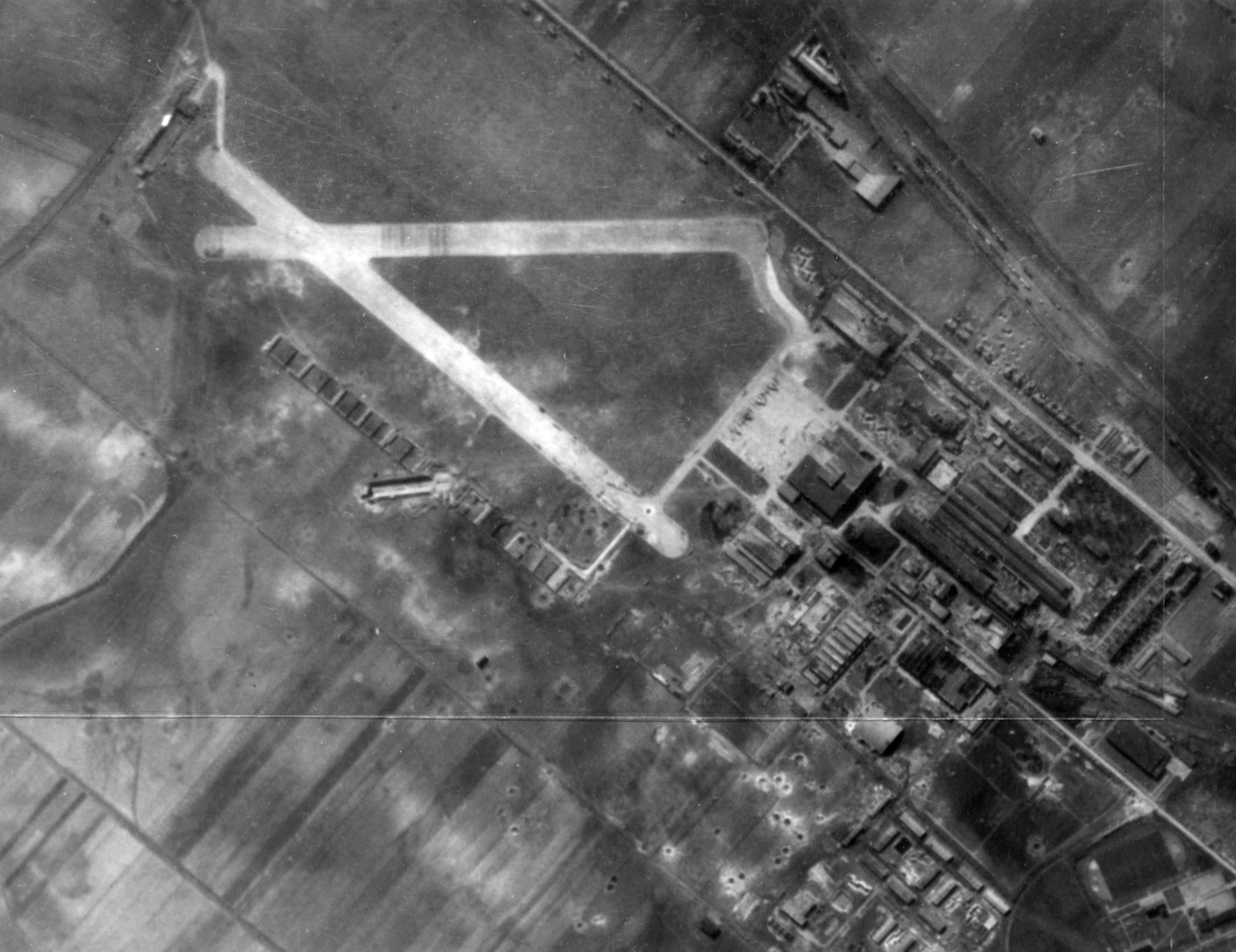
AGO-Flugzeugwerke nach Luftangriff vom 11. April 1944

- 11. Januar 1944: Der Angriff der 1st Bombardment Division der 8th Air Force erfolgte wegen schlechter Witterungsverhältnisse, einer deswegen ausgelösten Rückruf-Aktion und starker deutscher Luftabwehr „zersplittert“. 139 Boeing B-17 sollten Oschersleben mit 455 Tonnen Bombenlast angreifen[5]: mit 710 Sprengbomben (bis 800 kg Masse) und 380 Flüssigkeits-Brandbomben. Auch wenn 36 der Bomber abgeschossen wurden, traf das Bombardement ab 11.42 Uhr trotzdem das Flugzeugwerk und die Stadt „in voller Härte“. In den AGO-Werken wurden 50 % der Gebäude vernichtet und 14 % schwer beschädigt. Besonders war die Endmontage der Flugzeuge betroffen. 210 der Sprengbomben und 300 der Brandbomben trafen das Stadtgebiet: hier wurden 36 Gebäude vernichtet, 58 schwer und 232 leicht beschädigt. Zahlreiche Brände loderten, riesige Rauchpilze schossen in die Höhe. Der Strom fiel durch Treffer auf die Überlandleitung aus. Auch der Bode-Damm wurde bombardiert, was zur Überschwemmung weiter Gebiete führte. 59 Bewohner kamen bei dem Angriff ums Leben (33 erwachsene Zivilpersonen, 17 Kinder, 4 Kriegsgefangene, 2 Ausländer, ein Soldat). Die Bergung der verschütteten Toten nahm fünf Tage in Anspruch[6][7] 34 (36) US-Flugzeuge gingen verloren, 83 weitere wurden beschädigt. Daran hatte auch die bei Oschersleben stationierte Schwere Flak-Abteilung 537 einen großen Anteil. Die AGO verlagerte nun verstärkt Teile ihrer Anlagen in andere Orte und Unter Tage, so in frühere Kali- und Steinsalzschachtanlagen der Siebenberg GmbH in dem 8 km entfernten Hadmersleben. Letztlich sollte nur noch die Endmontage im Stammwerk Oschersleben bleiben. Nach dem Angriff konnten – trotz der Zerstörungen – im Januar noch 67 Focke-Wulf-Flugzeuge von der AGO ausgeliefert werden, die gleiche Zahl im Februar.

- 20. Februar 1944: In der Big Week vom 20. bis 25. Februar flogen alliierte Bomber, begleitet von amerikanischen Langstrecken-Jagdflugzeugen der Typen Mustang und Thunderbolt, massive Angriffe auf Produktionsstätten der deutschen Flugzeugindustrie. Oschersleben war eines der Ziele der 8th Air Force. Die Börde lag schneebedeckt und gut erkennbar in der Wintersonne. 57 (44) Boeing B-17 „Flying Fortress“ und ihre Begleitjäger[8] griffen die Stadt von 13:32 bis 13:45 Uhr an, graue Rauchzeichen markierten die Ziele. 79,5 Tonnen Bombenlast wurden abgeworfen: 360 (310) „High Explosive“ Sprengbomben und 12.000 Brandbomben[7]. Es entstanden 363 Brandherde, die Stadt wurde zum „Glutofen“. Über Oschersleben stieg eine riesige Staub- und Qualmwolke auf. Feuerwehren aus nah und fern und Wehrmachtssoldaten bargen und versorgten Opfer. Während der Löscharbeiten explodierten fünf Sprengbomben mit Langzeitzündern und zerstörten ein Feuerwehrfahrzeug und drei Krankenwagen. Der Sachschaden war erheblich: vier „große Gebäude“ wurden total zerstört, 120 Wohnhäuser total zerstört, 147 schwer beschädigt, 74 erheblich und 98 leicht beschädigt. Das Kreiskrankenhaus (alle Krankenhäuser und Lazarette waren mit großen Roten Kreuzen auf den Dächern gekennzeichnet) wurde total zerstört, wie auch vier Schulen und zwei Kirchen, das Evangelische Waisenhaus und die Maschinenfabrik Odesse. Es gab 37 Tote, drei Vermisste, 108 Verletzte und 2.100 Obdachlose. 450 Einwohner wurden wegen der Gefahr durch Bomben mit Langzeitzündern evakuiert. Der Angriff galt zwar dem AGO-Flugzeugwerk, getroffen wurde aber hauptsächlich die Zivilbevölkerung.[1] Es war der schwerste Angriff auf Oschersleben[9]

- 22. Februar 1944: geplanter, aber wegen widrigen Wetters ausgefallener erneuter US-Angriff auf Oschersleben. Die 91. Bombergruppe der 8th Air Force, die Oschersleben bombardieren sollte, befand sich zum Zeitpunkt des Rückrufs von der „Mission“ mit 32 B-17 „Flying Fortress“ zufällig über der Ortschaft Bünde (nördlich von Bielefeld) und entledigte sich dort ihrer 140 Spreng- und 160 Brandbomben. Fünf dieser Bomber wurden abgeschossen[10]

- 11. April 1944: Zum Einsatz in Deutschland starteten 828 schwere US-Bomber und 819 Begleitjäger. Noch vor den Zielgebieten wurden 23 Maschinen durch Jagdflugzeuge der Luftwaffe abgeschossen. Von der gesamten Streitmacht griffen 121 B-24 „Liberator“ Oschersleben als Primärziel an. Sie warfen von 11.12 bis 11.22 Uhr 495 High Explosive Sprengbomben[11] und 2.295 Phosphor-Brandbomben vom Typ AN-M47[12]. 54 Bomben trafen AGO-Gelände und richteten dort schwere Schäden an, das Werk wurde „nahezu vollständig zerstört“. Deutsche und ausländische Arbeitskräfte verließen sich nicht auf die Schutzräume und Splittergräben, sondern flüchteten – auch organisiert „hinausgeführt“ – in großer Zahl aus dem Werksbereich, nachdem der Alarm ertönte. Die Stadt erhielt ebenfalls eine große Zahl von Treffern, davon 90 auf Wohnhäuser. Eine neue Düngemittelfabrik wurde schwer beschädigt, die Gasfernleitung zerbarst, die getroffene Bahnverbindung Oschersleben–Magdeburg fiel für zwei Tage aus. Sechs Menschen kamen bei dem Angriff ums Leben.[13]

- 12. April 1944: Fehlgeschlagene Angriffsplanung. Die 2nd Bombardment Division der 8th Air Force sollte mit 184 B-24 „Liberator“ und starkem Begleitschutz Oschersleben und Zwickau bombardieren. Wegen schlechten Wetters wurden die Flugzeuge bei Erreichen der Reichsgrenze zurückgerufen. Die Luftwaffe konnte fünf zurückkehrende Bomber abschießen, 25 beschädigen und auch fünf US-Begleitjäger zum Absturz bringen[14]

- 30. Mai 1944: An diesem Tag sollte die abgebrochene und verlustreiche „Mission“ der USAAF vom 12. April nachgeholt werden. Von 919 eingesetzten schweren Bombern, in Begleitung von 672 Jagdflugzeugen, nahmen 51 Boeing B-17 Kurs auf Oschersleben als Primärziel. Von 11.05 bis 11.10 Uhr warfen sie 118 Tonnen Bombenlast (350 Bomben). Sie zerstörten Werkhallen von AGO, darunter die Endmontage von Fw 190, trafen aber auch 70 Wohnhäuser. 56 Menschen wurden obdachlos, Tote waren nicht zu beklagen. Durch viele Bombentrichter erlitten bestellte Äcker und Wiesen erhebliche Schäden. Trotz der erheblichen Zerstörungen konnte infolge der Dezentralisierung der Produktion, einschließlich der Unter Tage-Verlagerung nach Hadmersleben, die Montage von Fw 190 A-8 schnell wieder aufgenommen werden. Vom 1. Mai bis 30. Mai hatte die AGO wieder 170 dieser Jagdflugzeuge hergestellt.[15][16]

- 29. Juni 1944: 74 (von 591 gegen Ziele in Mitteldeutschland eingesetzten) B-24 „Liberator“ griffen unter Jägerbegleitschutz Oschersleben an und warfen von 9.25 Uhr bis 9.32 Uhr 203 Tonnen Spreng- und Brandbomben ab[17] „Es war der Angriff, der die Trümmerhallen endgültig zu Ruinen werden ließ“[18]. Nachdem die Bomberpulks abgeflogen waren und die Belegschaft der AGO-Werke die Luftschutzräume und Splittergräben verlassen hatte, erfolgte noch ein Tieffliegerangriff. Dabei wurden am Boden vier fabrikneue Fw 190 A-8 Flugzeuge und eine Flakstellung vernichtet, auch die Stadt und das Bahngelände noch einmal angegriffen. Bei Zulieferung der Baugruppen aus verlagerten Produktionsstätten konnte im Juli 1944 unter provisorischen Dächern im AGO-Werk noch einmal die Endmontage von 200 Jagdflugzeugen Fw 190 A-8 erfolgen, im weiteren Jahresverlauf von 877 und von Januar bis April 1945 von 340 Maschinen[19]

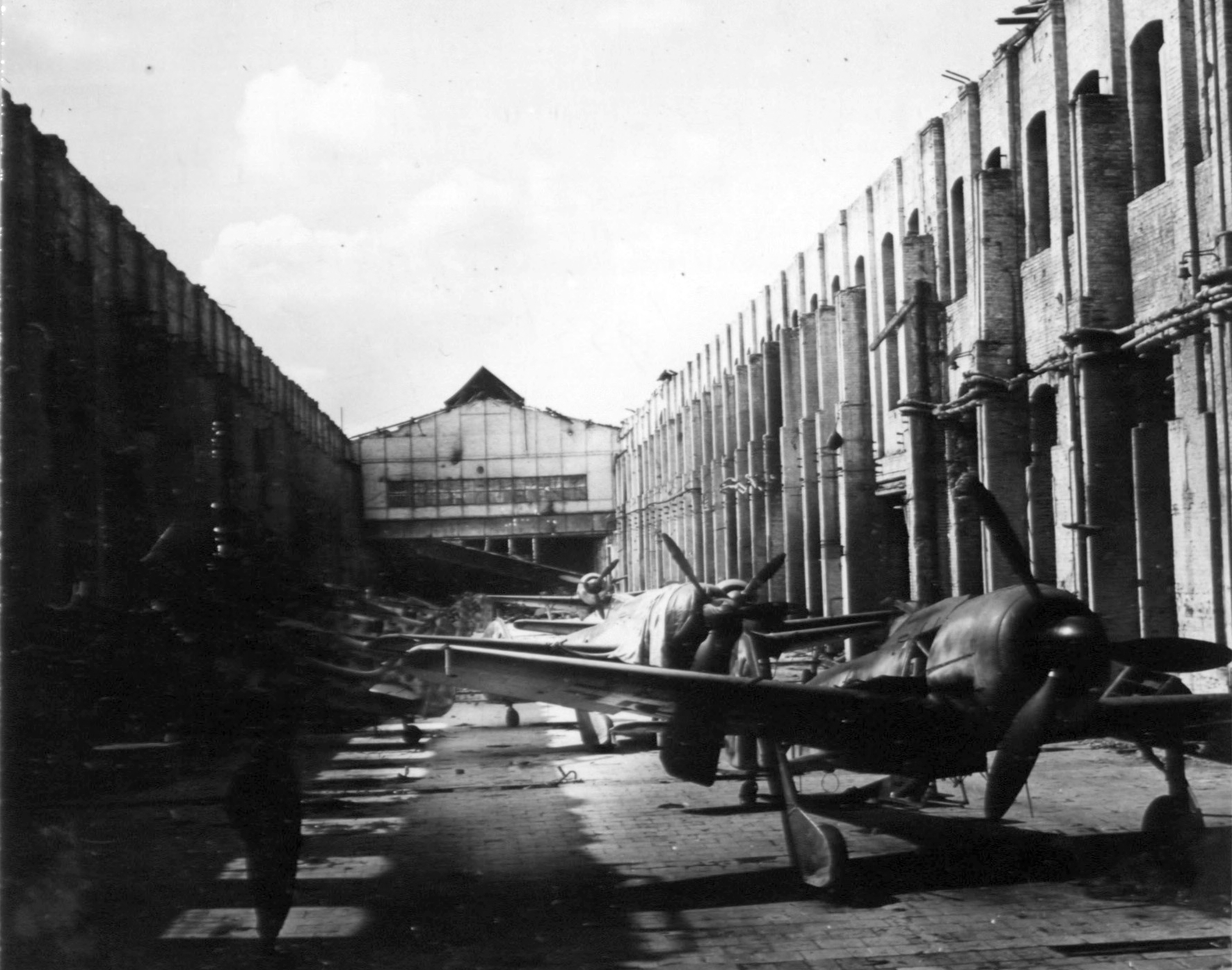
Focke-Wulf 190A bei AGO im Mai 1945

Im Kriegstagebuch der USAAF sind weitere Luftangriffe auf Oschersleben nicht verzeichnet. Bei Angaben „10 Luftangriffe auf Oschersleben“ sind also offensichtlich die beiden unbedeutenden Bombenabwürfe der britischen RAF im Jahre 1940 und die beiden geplanten, jedoch im Anflug abgebrochenen „Missionen“ der USAAF am 22. Februar 1944 und am 12. April 1944 mitgerechnet worden.
- 7. Juli 1944: Mit einer US-Luftarmada, die Anlagen der Rüstungsindustrie und Hydrierwerke in Mitteldeutschland bombardiert hatte, kam es zur Luftschlacht über Oschersleben zwischen US-Bombern mit ihren Begleitjagdflugzeugen und deutschen Jagdflugzeugen Messerschmitt Bf 109 und Focke-Wulf Fw 190 als „Sturmjäger“. Über dem Harz und Harzumland, vor allem der Egelner Mulde, stürzten 39 schwere Bomber der Typen B-17 und B-24 ab[21] Nach anderer Angabe waren es 30 Bomber (28 B-24-„Liberator“ und zwei B-17 „Flying Fortress“)[22]

- 14. Februar 1945: Gegen 12:30 Uhr überflogen Bomberverbände den Ort von Westen nach Osten. Eins der Flugzeuge löste sich aus der Formation, kreiste über dem Nordteil der Stadt und warf sechs Spreng- und 300 Brandbomben ab. Sie fielen sämtlich zwischen die Häuser in freies Gelände, zwischen Finanzamt und Neindorfer Straße[23]

Bei Kriegsende waren 80 % der Anlagen des AGO-Werks in Oschersleben zerstört. Trotzdem wurden dort, mit zugelieferten Baugruppen, bis wenige Tage vor Werkschluss am 10. April 1945, Fw-190-Jagdflugzeuge montiert. Am 10. April wurde das Werk offiziell geschlossen und die „Gefolgschaft“ beurlaubt.

## Die Besetzung von Oschersleben
Die Besetzung von Oschersleben durch amerikanische Bodentruppen erfolgte am 11. April 1945. Nach Abfeuern einer Panzerfaust auf einen US-Panzerspähwagen durch einen Hitlerjungen beschossen amerikanische Soldaten umliegende Gebäude und töteten einen Unbeteiligten. Als Werkschutzangehörige des AGO-Werks sich für die einrückenden Panzer interessierten, wurden drei von ihnen erschossen. In das AGO-Vorratslager hatten sich Werkschutzangehörige, deutsche und ausländische Arbeitskräfte geflüchtet. Das Gebäude brach unter Beschuss zusammen und begrub die Menschen unter sich. Die Verletzten wurden geborgen und versorgt.

## Opfer der Luftangriffe
Die offizielle Zahl der Todesopfer der Luftangriffe ist 148. Diese Zahl ergibt sich aus den Einzelangaben für vier (der sechs) Angriffe: am 28. Juli 1943 (n=46), 11. Januar 1944 (n=59), 20. Februar 1944 (n=37) und 11. April 1944. Trotz hoher abgeworfener Bombentonnage auch am 30. Mai und am 29. Juni 1944 gibt es für beide Tage keine Opferzahlen. Man darf schlussfolgern, dass die reale Zahl der Toten höher als 148 war. Auch dürften sich unter den „Opfern von Zwangsarbeit“ auf den Begräbnisstätten für Kriegsgefangene, ausländische Arbeitskräfte und Häftlinge nicht wenige Bombentote befinden.
373 Menschen wurden verletzt und 2.156 verloren ihre Wohnungen.

## Begräbnisstätte
Auf dem Friedhof Hornhäuser Straße gibt es Grabanlagen und Gedenksteine für deutsche und ausländische Opfer der Bombenangriffe auf Oschersleben.
- Übersichtsplan mit den Grabfeldern des Friedhofs:

B 9/10: „Deutsche Zivilisten Bombenangriffe 2. Weltkrieg“
C 5: „Polen, Tschechen, Holländer, Belgier, Franzosen, Italiener“ (Opfer der Bombenangriffe)
B 5: „Russische Zwangsarbeiter 2. Weltkrieg“ (teilweise Opfer der Bombenangriffe)
- Das eigentliche Gräberfeld mit den deutschen Bombenopfern ist jetzt Rasenfläche (B 9/10), teilweise neu mit Gräbern belegt. Beidseits eines durchquerenden Weges finden sich zwei Denkmale (Inschrift: „Zum Gedenken der Opfer des Bombenangriffs vom 11. Januar 1944“) und acht Bodenplatten mit je neun Namen von Bombenopfern: vom Säuglings- bis zum Greisenalter. Zusammen etwa 70 Namen. Von den neun Toten einer Platte sind sechs Kinder. Ein seitlicher Grabstein für vier hier Beerdigte zeigt die Inschrift „Zum Gedenken der Opfer des AGO-Luftangriffs vom 28. Juli 1943“ (der aber 46 Opfer forderte).

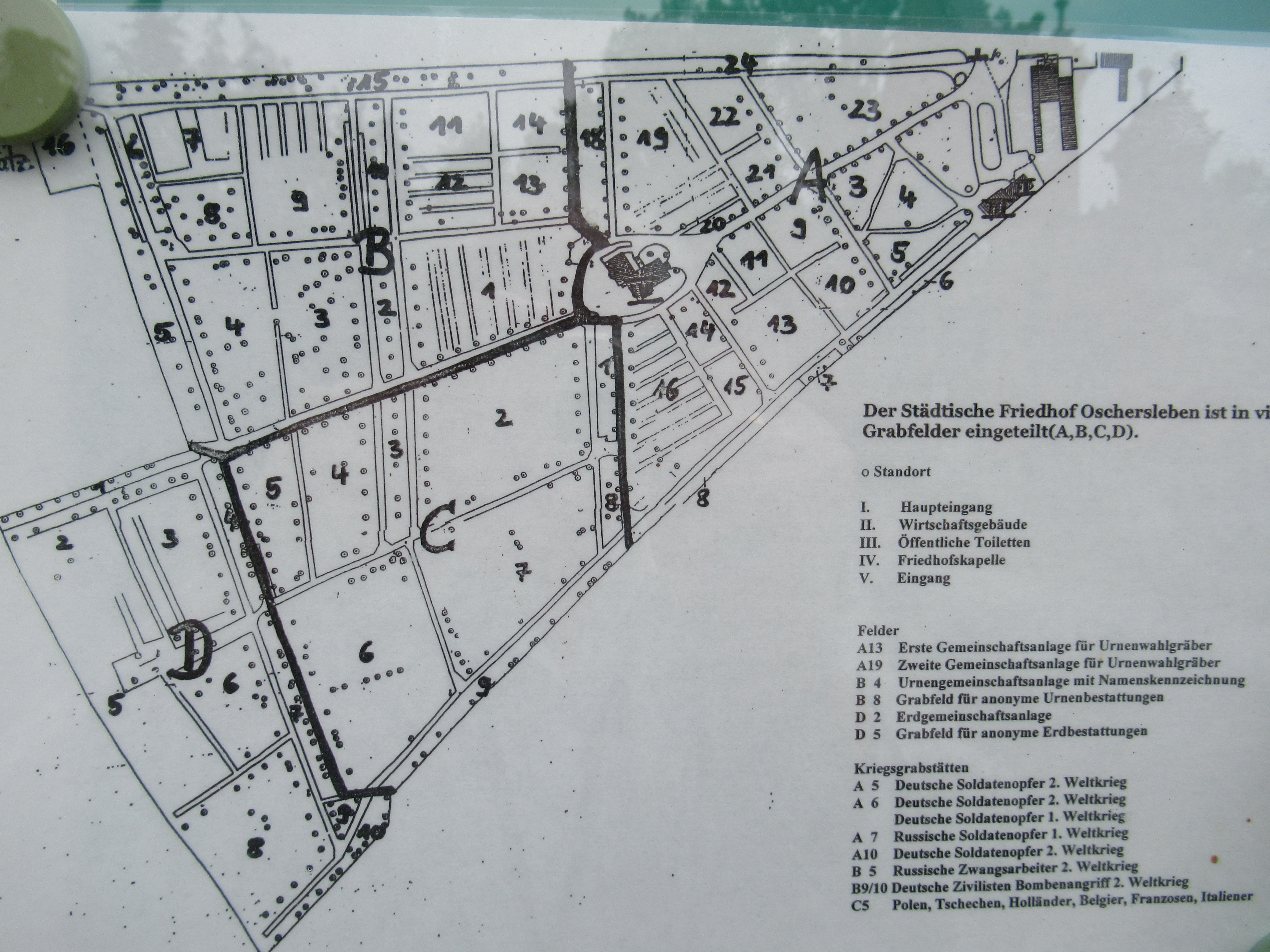
Oschersleben Plan Friedhof, mit Kriegsopfern
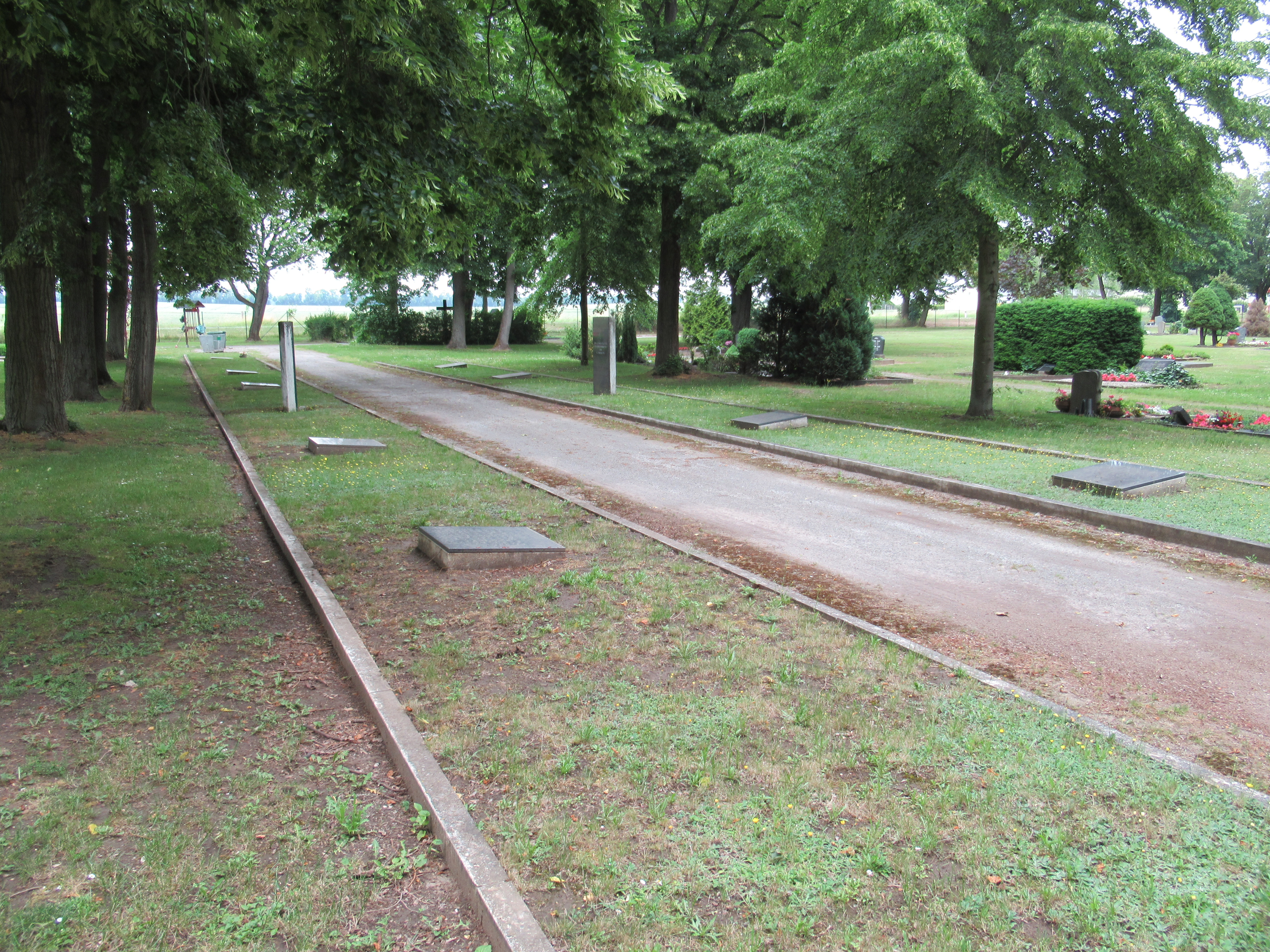
Oschersleben Gedenkplatten für Bombenopfer
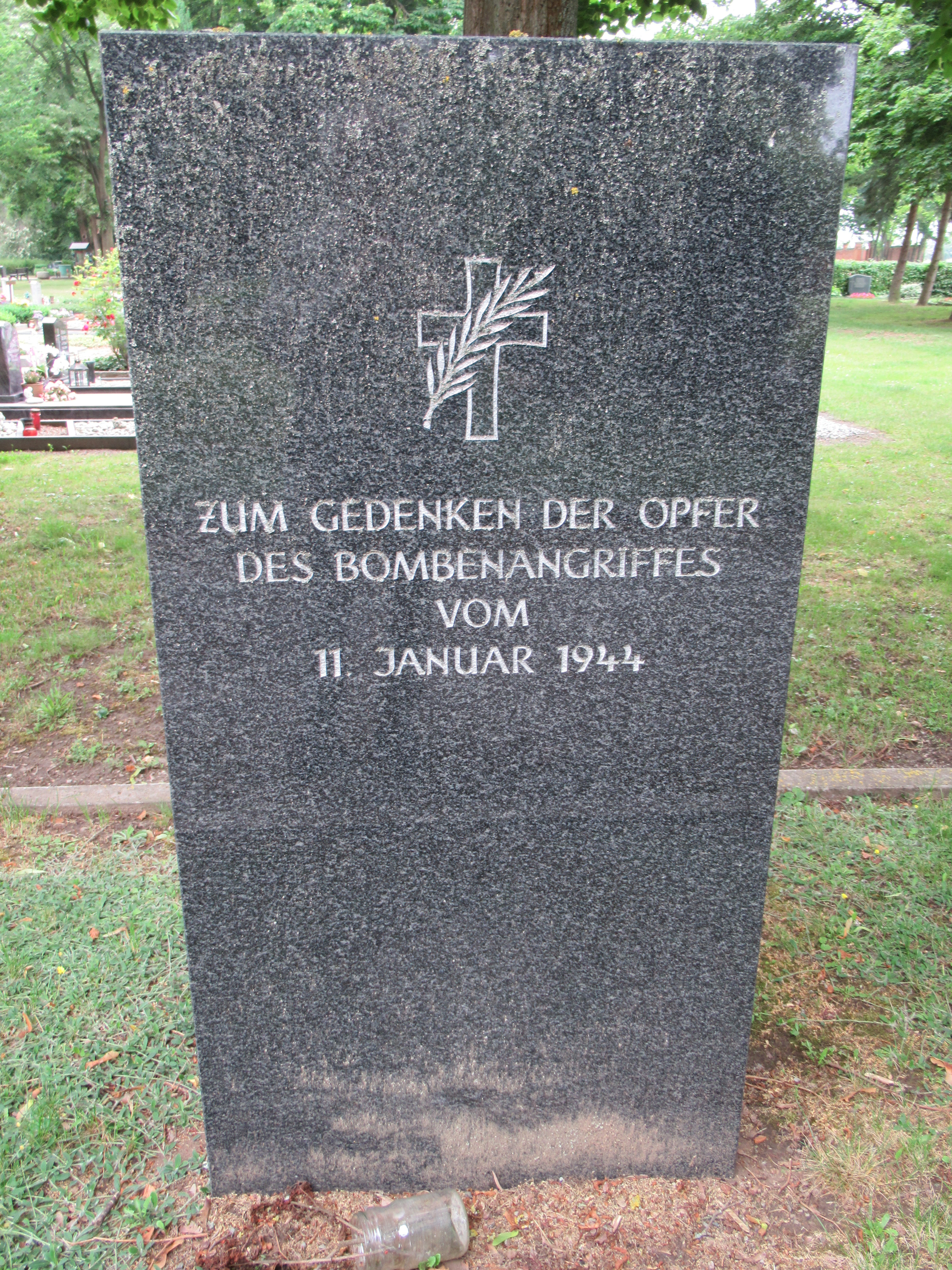
Oschersleben Denkmal für Bombenopfer
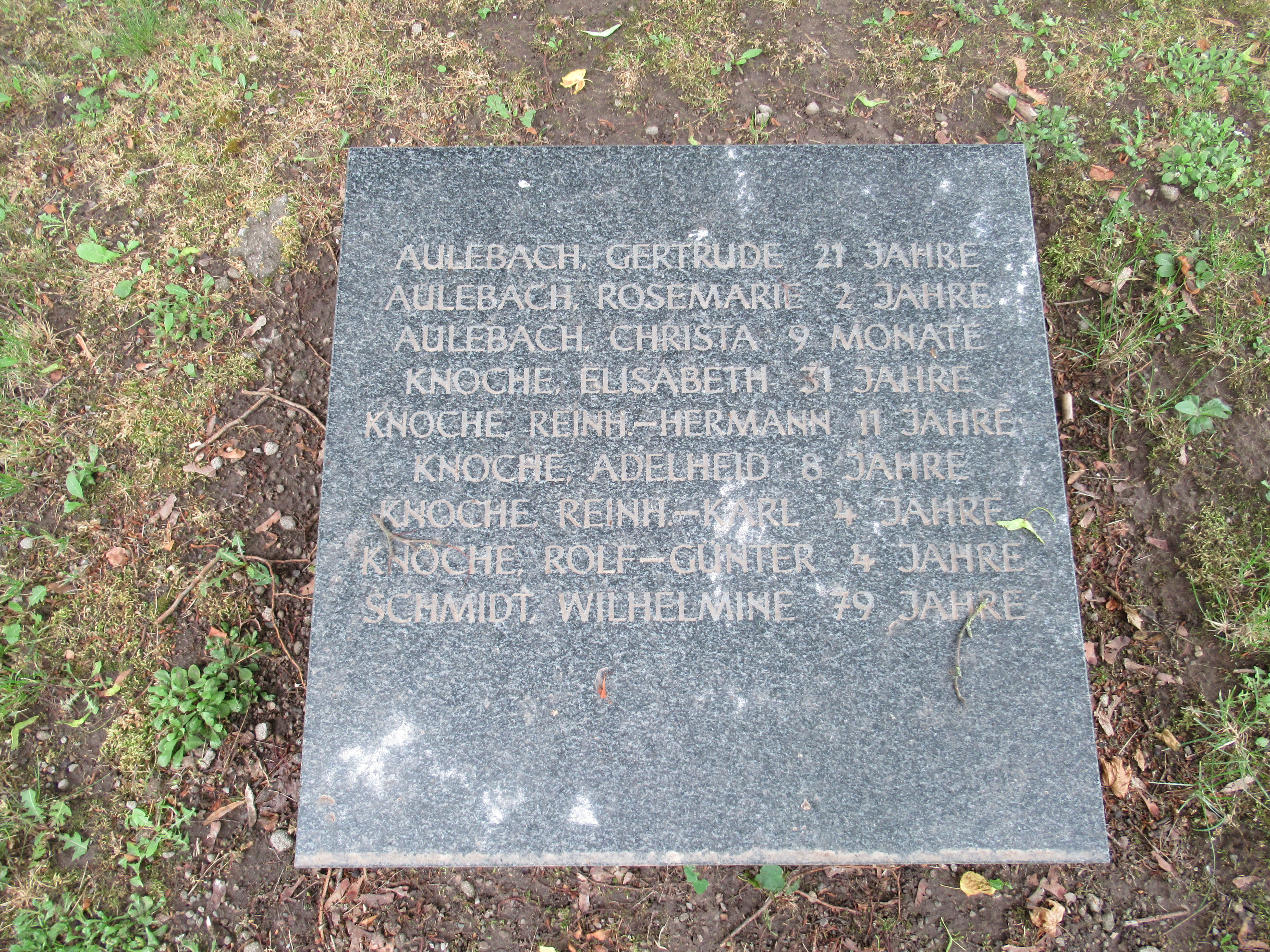
Friedhof Namenstafel mit Bombenopfern, auch Kinder
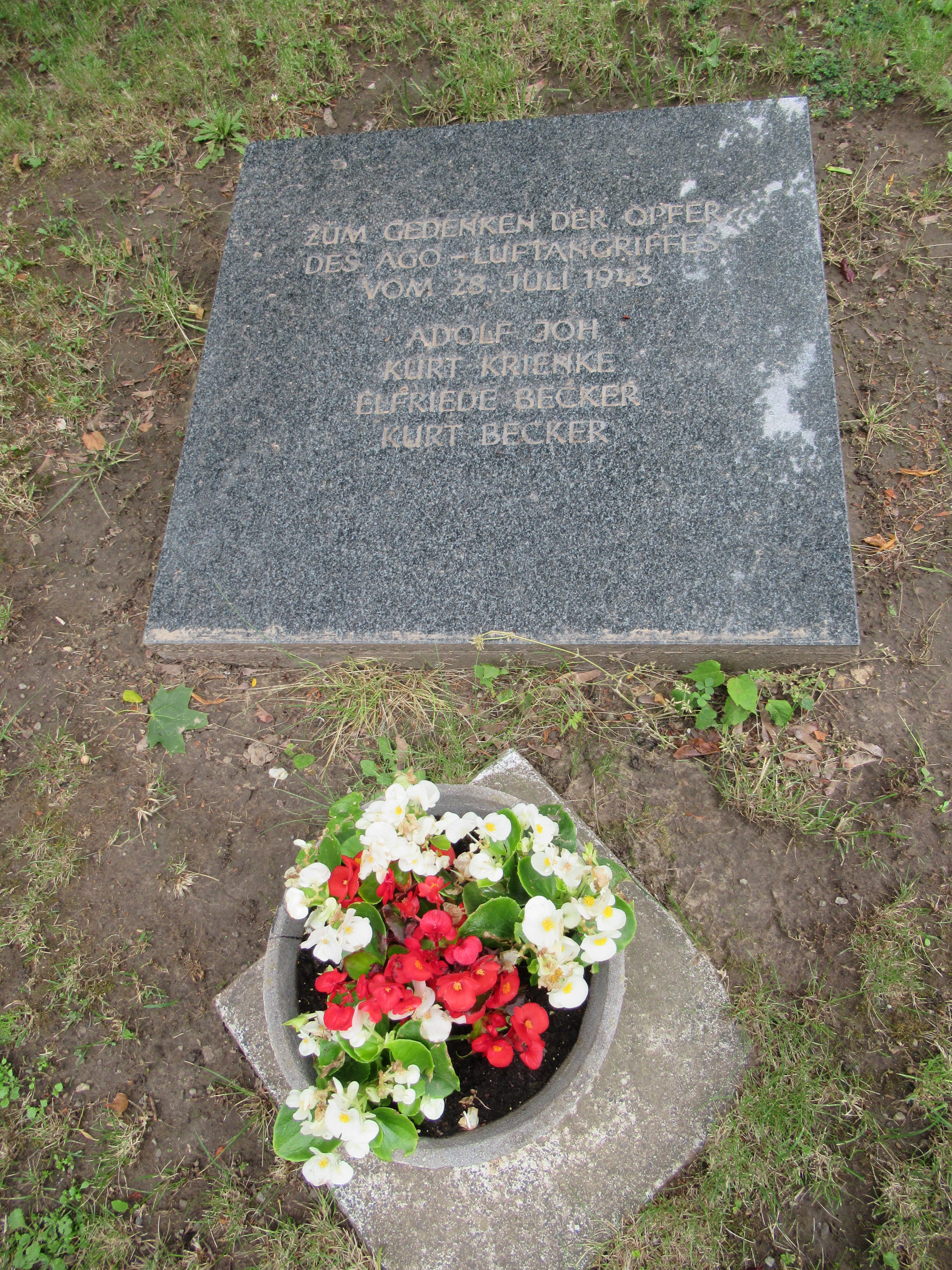
Friedhof Opfer AGO-Luftangriff 1943
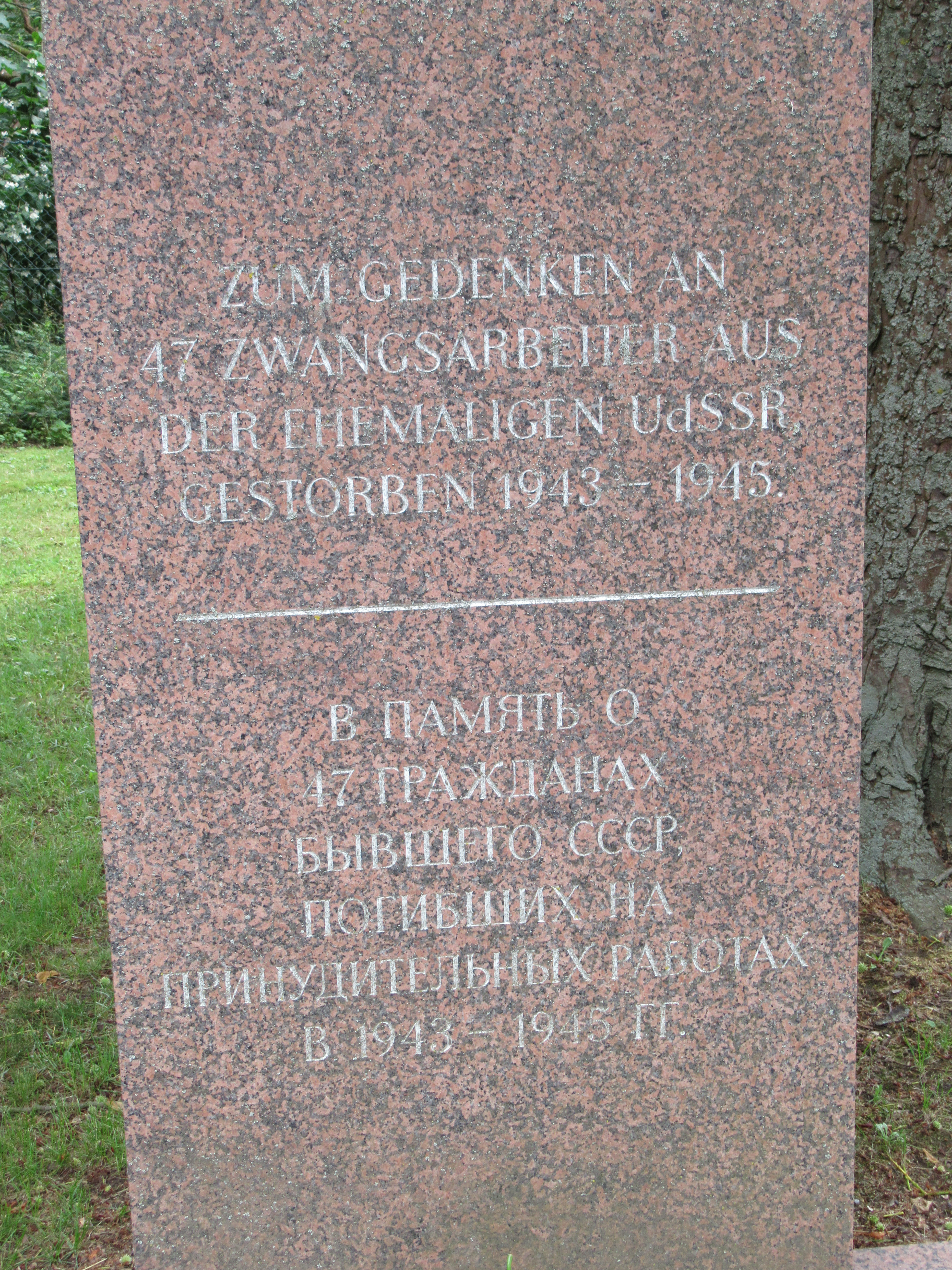
Friedhof Opfer aus UdSSR 1943–1945

## AGO nach Kriegsende
Die US Army nahm nicht vernichtete schriftliche Unterlagen aus den AGO-Werken mit. Nach Wechsel zur Besatzung durch die Rote Armee erfolgte die Demontage alles noch Verwertbaren und der Abtransport in die Sowjetunion als Reparationsleistungen, besonders auch aus den erhaltenen Zweigwerken Hadmersleben und Bleiche. Das AGO-Werk wurde abgewickelt.